# Luke Edward Wright
Luke Edward Wright (condado de Giles, 29 de agosto de 1846-Memphis, 17 de noviembre de 1922) fue un político estadounidense. Se desempeñó como gobernador general de Filipinas entre 1904 y 1906 y como Secretario de Guerra de los Estados Unidos de 1908 a 1909, bajo la administración presidencial de Theodore Roosevelt.

## Biografía
Nació en el condado de Giles (Tennessee), y se mudó con su familia a Memphis en 1850. Asistió a la escuela pública y se alistó a los quince años en el Ejército de los Estados Confederados con la Compañía G del 154.° Regimiento de Infantería de Tennessee durante la Guerra de Secesión. En 1863, fue citado por su valentía bajo fuego en la Batalla de Murfreesboro y fue ascendido a teniente segundo. Después de la guerra civil, asistió a la Universidad de Misisipi de 1867 a 1868, pero no se graduó.
Después de estudiar leyes en la oficina de su padre, fue admitido en el colegio de abogados y comenzó a ejercer la profesión en Memphis. Durante ocho años, se desempeñó como fiscal general de Tennessee, y contribuyó a establecer un comité de ayuda durante una epidemia de fiebre amarilla en 1878. Antes de la nominación presidencial de William Jennings Bryan, Wright era demócrata. En 1900, fue miembro de la segunda comisión de Filipinas y fue nombrado vicegobernador del archipiélago en 1901. Se convirtió en gobernador general de Filipinas en 1904 y continuó en el cargo hasta 1906. Desde 1906 hasta 1907, se desempeñó como el primer embajador de Estados Unidos en Japón.
Desde el 1 de julio de 1908 hasta el 1 de marzo de 1909, se desempeñó como Secretario de Guerra de los Estados Unidos bajo la presidencia de Theodore Roosevelt. Hizo hincapié en las acciones para eliminar a los oficiales no aptos y buscó aprovechar la tecnología de aviación. Después de renunciar, se dedicó a la actividad privada y falleció en Memphis en 1922.
Un parque en la ciudad filipina de Baguio, fue nombrado en su honor. Wright, cuando se desempeñaba como gobernador, había ordenado la construcción de la ciudad como una instalación recreativa para los soldados y civiles estadounidenses.